# Історична географія первинного видобутку золота
Історична географія первинного видобутку золота
Найбільш давні, з достовірно датованих, знахідки золотих виробів були виявлені на території Болгарії (золотий некрополь поблизу Варни). Поховання V тис. до Р.Х. нараховувало близько 300 могил (майже всі – кенотафи), у яких було віднайдено більш ніж 3 тис. унікальних виробів із золота, міді та кременю , у тому числі й золотий жезл – символ монаршої влади. Розкопки золотого некрополя дали підстави стверджувати, що видобуток благородних металів на території Балкан і Карпат імовірно передував розробкам у Єгипті. Кінцем V тис. до Р.Х. датують перші золоті вироби Південного Кавказу й Вірменського нагір’я, припускаючи їх більш раннє походження. Проте ці реалії не змінюють того факту, що найстарша розвинута цивілізація, у якій золото відігравало визначальну роль, постала в Єгипті, а найбільші розробки найдавнішого періоду спостерігалися в Аравійсько-Нубійській золотоносній провінції. 
Різноманітне археологічне вивчення пам’яток Давнього Єгипту й Месопотамії, а також давні писемні джерела цих культур вказують на досить раннє знайомство з благородними металами, які мали релігійне ототожнення з богами сонця (золото) й місяця (срібло). Велика краса й цінність цих металів, зумовлені їх рідкісністю й величезною працемісткістю видобувних робіт, зробила їх елементом єгипетських сакральних культів, а згодом – мірилом вартості („валютними металами”). 
Давні єгиптяни вважали, що саме Сонце (верховний Бог Ра) породило золото, пролившись на землю золотим дощем. Подібно до сонця золото в Єгипті називали „променистим”  („нуб”), а край, де видобували золото, іменували Нубією. Ототожнення Бога-Сонця в золоті давніх храмів повинно було вражати уяву віруючих. Покинувши старі Фіви, фараон Ехнатон збудував нову столицю Єгипту Ахет-Атон („небосхил сонячного диску”). У храмах цього міста сонце відбивалося в сотнях полірованих золотих дисків, створюючи ілюзію безлічі одночасно палаючих світил Бога-Сонця, якого пошановували Ехнатон та його піддані .
Щоб наблизитись до Бога-Сонця єгипетські фараони оточували себе безліччю золотих виробів, але головні скарби йшли на оздоблення гробниць усередині пірамід. При цьому обшивка золотом стін усипальниць, масивні саркофаги, багате начиння і навіть великі золоті самородки, які залишали у гробницях, свідчать про тонни назавжди похованого коштовного металу. Важливо те, що більша частина золота, видобута за час правління того чи іншого фараона, йшла на оздоблення його гробниці й вилучалася із подальшого обігу. Новому володарю необхідно було організовувати чергові розробки, освоювати наступні золотоносні райони, щоб нагромадити необхідну кількість металу для достойного переходу в царство мертвих. Таким чином, єгипетські сакральні уявлення в поєднанні з безмежною владою фараона і жерців становили один із головних стимулів масового видобутку золота. За оцінками К. Проберза, тільки за часів Давнього Царства (2686 – 2181 до Р.Х.) у Єгипті було видобуто 850 т золота, що перевищує його сумарний видобуток (за означений час) в усіх інших регіонах світу.  
На відміну від єгипетського й арійського культу бога-сонця, в Месопотамії й на Близькому Сході більш поширеним було поклоніння богині родючості й любові Іннін (вона ж Іштар, Астарта), символом якої був місяць. Земним втіленням нічного світила було срібло (ймовірно колір та блиск цього металу нагадував таємниче місячне сяйво). Богиню Астарту зображали в образі жінки, над головою якої розміщувався півмісяць, характерний для осіннього рівнодення.
Середньовічний арабський вчений Аль-Біруні писав про єгипетські родовища в Нубії: „Гори ці золотоносні й стрімкі, і вода з великою силою несе кусні золота у вигляді схожих на намистини самородків, тому земля Нілу названа „золотою землею” (Нубією). Звідти поступало найбагатше золото .
Давні єгиптяни першими осягнули ці природні явища й використали важливі геологічні знання. Спершу були освоєні доступні розсипи самого Нілу. У пісках цієї річки крупинки самородного золота траплялись по всій довжині (навіть були намиті з осадів дельти поблизу Олександрії). Головні ж розсипні родовища були виявлені у Східній пустелі між Нілом і Червоним морем, на схід від міста Фіви . Потужні родовища Нубії (південніше Єгипту) це розсипи та жильні поклади. Більша частина золотоносної провінції розташовувалась на Нубійсько-Аравійському щиті й складалася породами протерозойських гнейсів, гранітів і кристалічних сланців, виходи яких спостерігаються з обох боків тектонічного розламу, заповненого водами Червоного Моря.   
Вже у III тис. до Р.Х. гірники рушили у верхів’я Нілу шукати джерела золотоносних розсипів. У гірських районах Нубії єгиптяни почали розробляти кварцові жили, причому глибина гірничих робіт сягала в окремих випадках до 120 м. Експлуатаційні виробки проводили за простяганням жили, причому їх довжина сягала в окремих випадках до 500 м. При цьому доводилося руйнувати дуже міцні граніти й кварци, використовуючи лише кам’яні й бронзові знаряддя. Ймовірно застосовували також вогневий метод, але нестача деревини (лісних масивів) суттєво обмежувала обсяги його використання. Розміри перерізу виробок були мінімальними (іноді – вузькі лази). Загальна кількість виявлених в цьому регіоні давніх шахт становила більше 100. 
Давні єгиптяни видобували золото не тільки в Єгипті та прилеглих територіях (сучасні Судан, Ефіопія), але й на Піренейському півострові, куди споряджали чисельні експедиції. 
Слід зазначити, що єгиптяни не були самотні в пошуках „металу сонця”. З давніх часів їм складали конкуренцію в цьому народи Балкан, Карпат (зокрема Трансильванії) і Кавказу , де також формувалися потужні центри з видобутку золота. Зауважимо, що освоєння жильних руд золота в гірських масивах Південного Кавказу відбулося майже на два тисячоліття раніше, ніж на єгипетських розробках родовищ Нубії. 
Між країнами давнього світу, що прославились багатим видобутком золота, помітно виділяється біблійна країна Офір. Загалом золото згадується в Біблії понад 400 разів, що свідчить про величезне значення цього металу в житті давніх народів. Більшість згадок пов’язана з ім’ям мудрого й багатого царя Соломона, який правив Давнім Ізраїлем на межі II і I тис. до Р.Х. Описані у Першій книзі Царів величезні багатства  Соломона й золоте начиння збудованого ним храму поставили питання про походження коштовних металів його скарбниці. У Біблії йде мова про те, що на узбережжі Червоного моря неподалік від Ейлата цар Соломон мав свою корабельню, де збудував великі судна. Допомагали йому в цьому фінікійці, найкращі мореплавці свого часу, які й увійшли до команд цих кораблів. 